# Yahagi (1943)
El Yahagi (矢矧 flechero?) fue un crucero ligero de la clase Agano, tercero de la serie, que sirvió en la Armada Imperial Japonesa durante la última fase de la Segunda Guerra Mundial.

## Diseño
armamento
Su armamento principal consistía en seis cañones de 150 mm dispuesto en tres torretas dobles, que disparaban proyectiles de 45 kilogramos con un alcance de 21 000 m y con una cadencia de fuego, de entre 6 y 10 disparos por minuto.
Su armamento secundario constaba de cuatro cañones de 75 mm de uso dual superficie/antiaéreo, que disparaban proyectiles de 5900 gramos con un alcance de 13 600 m y un techo máximo de 9100 m. Su cadencia  máxima  disparó era de 40 proyectiles por minuto. Para su defensa antiaérea, contaba además con 61 ametralladoras antiaéreas de 25 mm.
Disponían de ocho tubos de 610 mm en dos montajes cuádruples que disparaban torpedos del Tipo 93 y de 16 cargas de profundidad.

## Historia
Fue construido en los astilleros de Sasebo, siendo botado el 25 de octubre de 1942, y completado un año y dos meses después, el 29 de diciembre de 1943. Constituía clase con el Agano, el Sakawa y el Noshiro, resultando ser unos cruceros ligeros extremadamente veloces.
El Yahagi fue comisionado en la base naval de Sasebo, y enviado a Singapur donde realizó entrenamiento con el Noshiro en vistas a participar en las acciones de Filipinas.
El 19 de junio de 1944 colaboró junto al destructor Urazake en el rescate de los 570 supervivientes del portaaviones  Shōkaku, torpedeado ese mismo día.

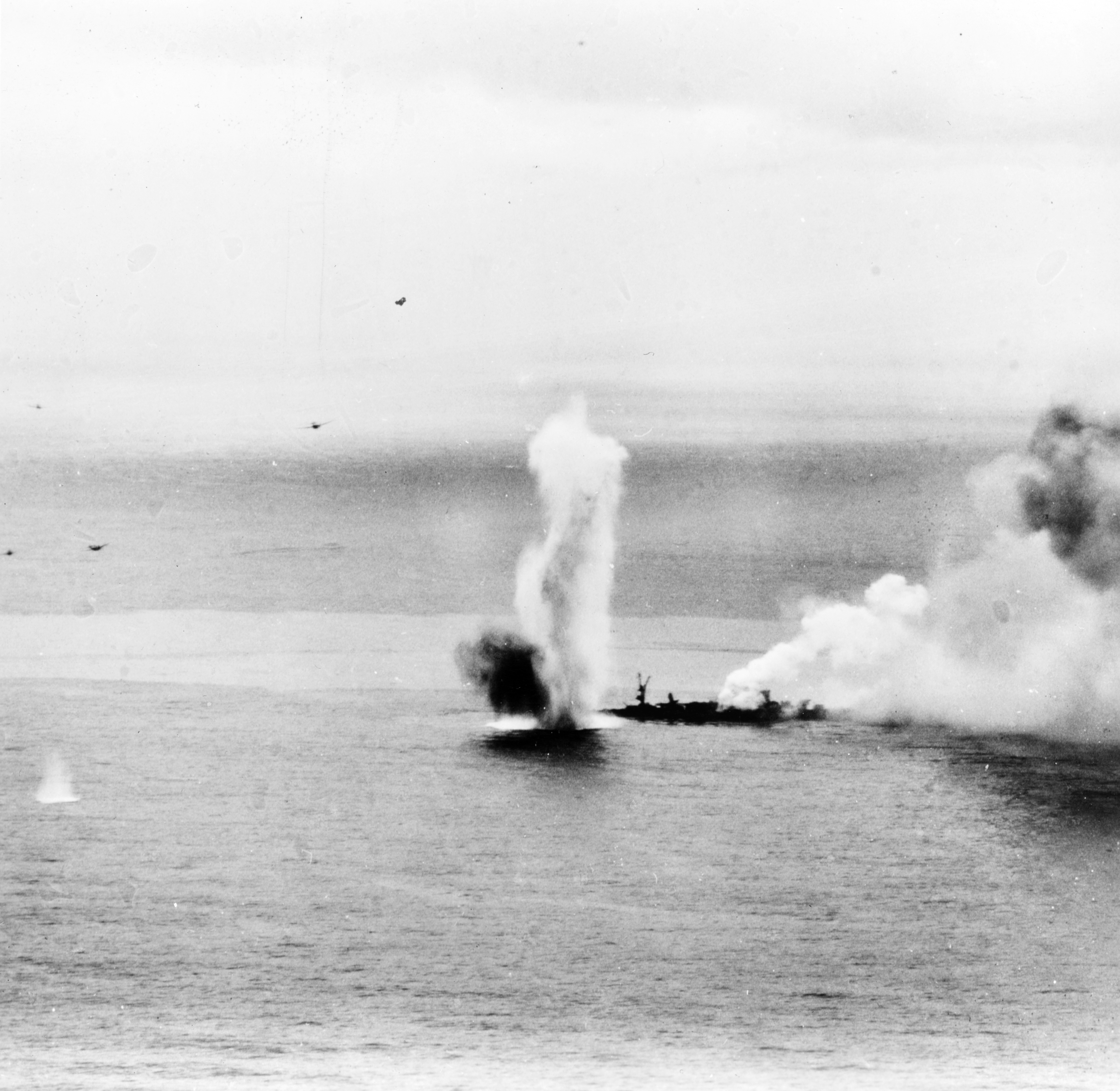
El Yahagi hundiéndose.

El 22 de octubre participa en la Operación Sho-I-Go escoltando a los acorazados Yamato y Musashi en el grupo A de la fuerza del vicealmirante Takeo Kurita.
El 24 de octubre asiste al hundimiento del acorazado Musashi durante la Batalla del Mar de Sibuyan.

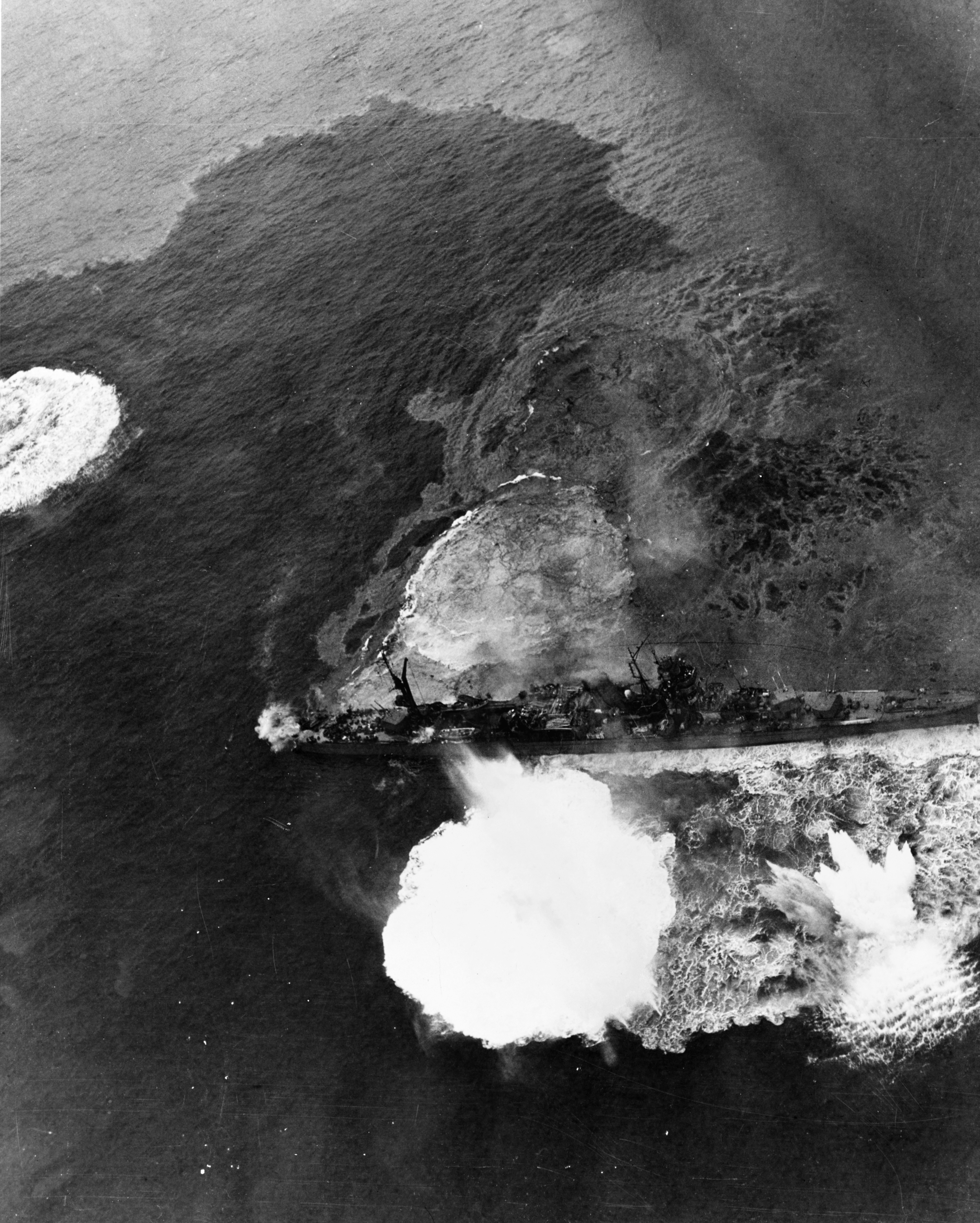
El Yahagi bajo ataque.

El crucero fue asignado como escolta del Yamato y fue hundido junto al mismo durante la Operación Ten-Gō, el 7 de abril de 1945 al norte de Okinawa, tras ser alcanzado por 12 bombas y 7 torpedos en un combate de 105 minutos, castigo suficiente para hundir un acorazado, y muy meritorio para un simple crucero ligero. 
Su capitán Hara Tameichi, conocido como el "capitán insumergible", debido a su éxito comandando destructores, salvó la vida en el hundimiento y sobrevivió al conflicto.